# Lískový ořech

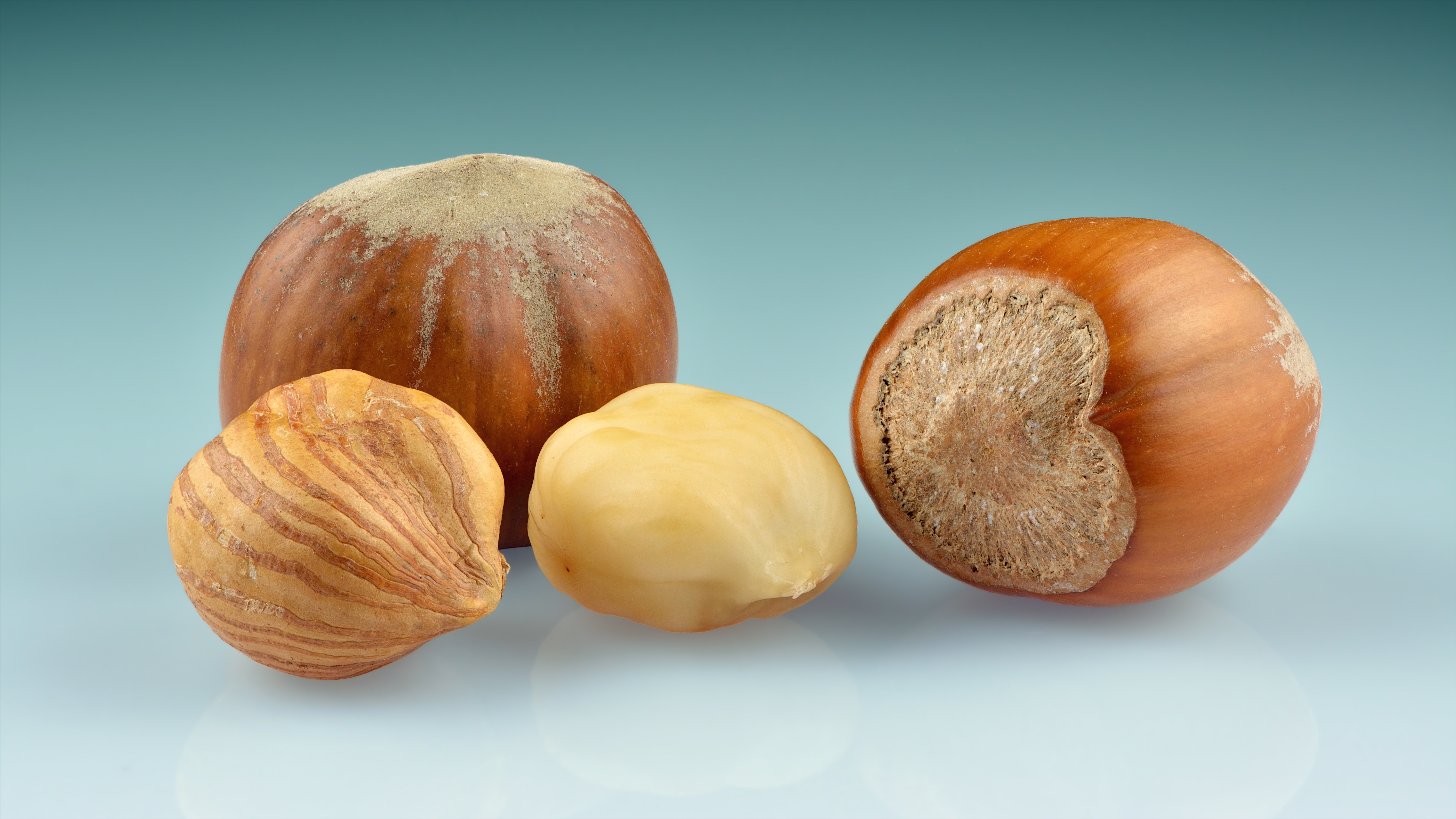
Dva celé lískové ořechy, jedna neloupané jádro a jedno loupané

Lískový ořech, případně lískový oříšek, je plod lísky obecné. Může se konzumovat samotný, jakou součást sladkého pečiva a dezertů, jako součást müsli, s čokoládou a podobně. Z lískových ořechů se připravuje také olej nebo ořechové máslo, jsou také součástí Nutelly nebo likéru Frangelico.
Kromě plodů lísky obecné se konzumují i ořechy jiných druhů lísek, například lísky největší.

## Česko
Líska obecná se v Česku rozšířila jako jedna z prvních dřevin na konci poslední doby ledové a její ořechy se staly součástí lidské stravy. Existují pověsti, podle kterých Přemysl Oráč zabodl svojí otku do země a následně vyrašil lískový keř, který dával bohatou a kvalitní úrodu. Oříšky ze Stadic byly podle kroniky Jana Františka Beckovského ze 17. století posílány za vlády Karla IV. jako daň do královské komory. Existují i další zprávy od odvádění dávek  lískových oříšků vrchnosti. Lískové ořechy byly tradiční součástí mikulášské nadílky a vánoční odvárky. Na Jimramovsku chodila kdysi děvčata do lesa na „vejlupky“, tedy sběr ořechů, které pak darovala chlapcům, s kterými tancovaly. S tím souvisí představa v symbolické sepětí mezi lískovými ořechy a plodností, která se objevovala také v souvislosti se žaludy.